# Groupe d'Analyse des Pratiques
Pour les articles homonymes, voir GAP.
Un Groupe d'Analyse des Pratiques, connu sous l'acronyme GAP ou encore GAPP (Groupe d'Analyse des Pratiques Professionnelles), est un type de réunion entre personnes permettant l'analyse des pratiques professionnelles (dites APP) et le ressenti des usagers.

## Définition
Un GAP est un type spécifique de réunions se déroulant le plus souvent dans un cadre professionnel et permettant de présenter ses activités, et les difficultés rencontrées aux autres collaborateurs pour permettre un échange, et de s'interroger sur les pratiques et leurs résultats.

## Objectifs des GAPP
De manière non exhaustive, selon le contexte et les besoins il peut s'agir :
- D'exprimer le vécu professionnel et de libérer les tensions émotionnelles éventuelles en lien à celui-ci.
- D'exposer les situations professionnelles au groupe.
- De prendre de la distance au regard des situations exposées.
- De comprendre les enjeux sous-jacents aux événements vécus
- De générer de nouvelles hypothèse d'intervention.
- De proposer de nouvelles stratégies d'intervention.
- .etc..[2]

## Autres dénominations
Le GAP est aussi connu sous d'autres dénominations suivant le domaine professionnel dont : 
- groupe de réflexion clinique, pour la santé
- groupe d’analyse des situations éducatives (ASE), pour l'éducation
- Groupes Balint, pour la santé

## Approches
Il existe de multiples approches et/ou méthodologie permettant l'animation de Groupe d'Analyse des Pratiques Professionnelles. Parmi celles-ci on compte de manière non exhaustive (Le Port :
- La méthode Balint
- La méthode GEASE
- Le Théâtre forum
- et bien d'autres Approches..